# Molophilus tirolensis
Molophilus tirolensis är en tvåvingeart som beskrevs av Albany Hancock 2005. Molophilus tirolensis ingår i släktet Molophilus och familjen småharkrankar. Inga underarter finns listade i Catalogue of Life.